# 씨내리
"씨내리"는 한국에서 제작된 남기남 감독의 1993년 드라마 영화이다. 김용일 등이 주연으로 출연하였고 오경봉 등이 제작에 참여하였다.

## 출연

### 주연
- 김용일
- 최희정

### 조연
- 변희봉
- 이미령

## 기타
- 조명: 조길수
- 녹음: 강대성